# Veerse Meer
Veerse Meer este o arie protejată (arie de protecție specială avifaunistică — SPA) din Țările de Jos întinsă pe o suprafață de 2.539 ha, integral pe uscat.

## Localizare
Centrul sitului Veerse Meer este situat la coordonatele 51°31′31″N 3°42′21″E / 51.5252°N 3.7058°E.

## Înființare
Situl Veerse Meer a fost declarat arie de protecție specială avifaunistică în martie 2000 pentru a proteja 21 de specii de animale.

## Biodiversitate
Situată în ecoregiunea atlantică, aria protejată nu include niciun habitat protejat.
La baza desemnării sitului se află mai multe specii protejate de  păsări (21): rață sulițar (Anas acuta), rață lingurar (Anas clypeata), rață fluierătoare (Anas penelope), rață mare (Anas platyrhynchos), rață pestriță (Anas strepera), gârliță mare (Anser albifrons), rața moțată (Aythya fuligula), Branta bernicla, Branta leucopsis, Bucephala clangula, Cygnus columbianus bewickii, egretă mică (Egretta garzetta), lișiță (Fulica atra), pescăruș negricios (Larus fuscus), Mergus serrator, cormoran mare (Phalacrocorax carbo), lopătar (Platalea leucorodia), ploier auriu (Pluvialis apricaria), corcodel mare (Podiceps cristatus), ciocântors (Recurvirostra avosetta), corcodel mic (Tachybaptus ruficollis)